# Вашингтон (округ, Алабама)
Ва́шингтон (англ. Washington County) — округ в штате Алабама, США. Население по переписи 2020 года — 15 388 человек. Административный центр — Чатом.
Официально образован в 1800 году. Получил своё название в честь первого президента США Джорджа Вашингтона.

## География
По данным Бюро переписи США, общая площадь округа равняется 2820 км², из которых 2798 км² составляет суша и 22 км² — водные объекты (0,78 %).
Расположен в юго-западной части штата, в пределах примексиканской низменности. Река Томбигби и её притоки покрывают все части округа. Томбигби протекает вдоль восточной границы, а её притоки берут своё начало в западной части. Река считается одним из основных объектов поддержания биоразнообразия на юго-востоке США. В округе находится исток реки Эскатопы. Служба национальных парков описывает реку как один из самых неосвоенных черноводных ручьёв в стране. Магистрали  и  являются основными транспортными артериями округа. Муниципальный аэропорт Чатом — единственный воздушный порт в Вашингтоне.

### Климат
Для округа характерно продолжительное жаркое лето, обусловленное переходом влажного тропического воздуха с простор Мексиканского залива. Зимы прохладные и довольно короткие. Осадки обильные в течение всего года, а длительные засухи редки. Ветры с ноября по апрель дуют с севера или северо-запада, с мая по август — с юго-запада, с сентября по октябрь — с северо-востока.
| Показатель                    | Янв. | Фев. | Март | Апр. | Май | Июнь | Июль | Авг. | Сен. | Окт. | Нояб. | Дек. | Год  |
| ----------------------------- | ---- | ---- | ---- | ---- | --- | ---- | ---- | ---- | ---- | ---- | ----- | ---- | ---- |
| Абсолютный максимум, °C       | 23   | 23   | 27   | 29   | 33  | 36   | 36   | 37   | 36   | 30   | 25    | 22   | 30   |
| Средний суточный максимум, °C | 16   | 18   | 22   | 26   | 30  | 33   | 33   | 33   | 31   | 26   | 21    | 17   | 25   |
| Средняя температура, °C       | 9    | 11   | 14   | 19   | 23  | 26   | 27   | 27   | 25   | 19   | 13    | 10   | 19   |
| Средний суточный минимум, °C  | 3    | 4    | 7    | 11   | 16  | 19   | 21   | 21   | 18   | 11   | 6     | 3    | 12   |
| Абсолютный минимум, °C        | −4   | −2   | 3    | 8    | 13  | 17   | 19   | 19   | 15   | 6    | 2     | −2   | 8    |
| Норма осадков, мм             | 136  | 132  | 164  | 127  | 120 | 121  | 166  | 127  | 110  | 71   | 103   | 138  | 1516 |
| Источник: НЦЭИ                |      |      |      |      |     |      |      |      |      |      |       |      |      |

## История
Образован 4 июня 1800 года решением губернатора территории Миссисипи Уинтропа Сарджента. Впоследствии стал первым округом штата Алабама. Первоначально территория простиралась на 300 миль с востока на запад и на 88 миль с севера на юг. Впоследствии около 26 400 квадратных миль территории Вашингтона были разделены на 16 округов в Миссисипи и 29 округов в Алабаме. Назван в честь первого президента США Джорджа Вашингтона. Первые поселенцы прибыли в округ из Джорджии и Каролины. Самое раннее поселение возникло на западном берегу реки Томбигби. Одними из первых новообразованных городов являются Макинтош, Уэйкфилд, Сент-Стивенс и Чатом. Первоначально южную часть округа населяли индейцы MOWA, относящиеся к народу чокто, чьи предки поселились в этом регионе после окончания крикской войны в 1814 году. Несмотря на то, что MOWA не получили официального признания от федерального правительства, в 1979 году сообщество прошло официальную регистрацию в качестве племени Алабамы, что дало его представителям право на образование и жильё.
Макинтош стал первым административным центром округа, однако уже в 1804 году он был перенесён в Уэйкфилд. В 1811 году окружным центром стал Родни, который в конечном итоге был включён вместе с Франклином в состав города Сент-Стивенс, который некоторое время являлся столицей территории Алабама. Родни оставался центром округа вплоть до 1825 года. Главный город был перенесён в окрестности современного Миллри. В 1842 году административным центром был выбран Барритон, расположенный в центральной части округа. Пять лет спустя город вошёл в состав новообразованного округа Чокто. В 1848 году Сент-Стивенс вновь стал центром Вашингтона. В 1852 году в городе было построено двухэтажное кирпичное здание суда. В 1907 году центр округа был перенесён и здание суда перешло в собственность масонской ложи города и в конечном итоге было передано Исторической комиссии Сент-Стивенса. В настоящее время в отреставрированном зданим суда расположен городской музей. В 1907 году административным центром стал Чатом, где так же было возведено здание суда. К 1960 году первоначальное здание суда было снесено, а на его месте было построено современное здание, открытие которого состоялось 14 сентября 1965 года в присутствии губернатора Джорджа Уоллеса. В 1990-х годах у здания суда появились пристройки.

## Население
По переписи населения 2020 года в округе проживало 15 388 жителей. Плотность населения — 5,39 чел. на один квадратный километр. Расовый состав населения: белые — 66,72 %; чёрные или афроамериканцы — 21,56 %; индейцы — 7,16 % и представители других рас — 4,56 %.

## Орган власти
Управляется специальной комиссией, подконтрольной законодательному собранию штата. Состоит из пяти представителей. Выборы проходят раз в четыре года.

## Экономика
Крупнейшим работодателем округа является компания BASF, в которой трудятся порядка 400 человек.
По данным переписи 2020 года, средний годичный доход домохозяйства составляет 42 331 долл., что на 18,65 % ниже среднего уровня по штату и на 34,87 % ниже среднего по стране. По состоянию на июнь 2022 года, уровень безработицы в округе составил 4,5 %.